# علم فلك الأشعة السينية

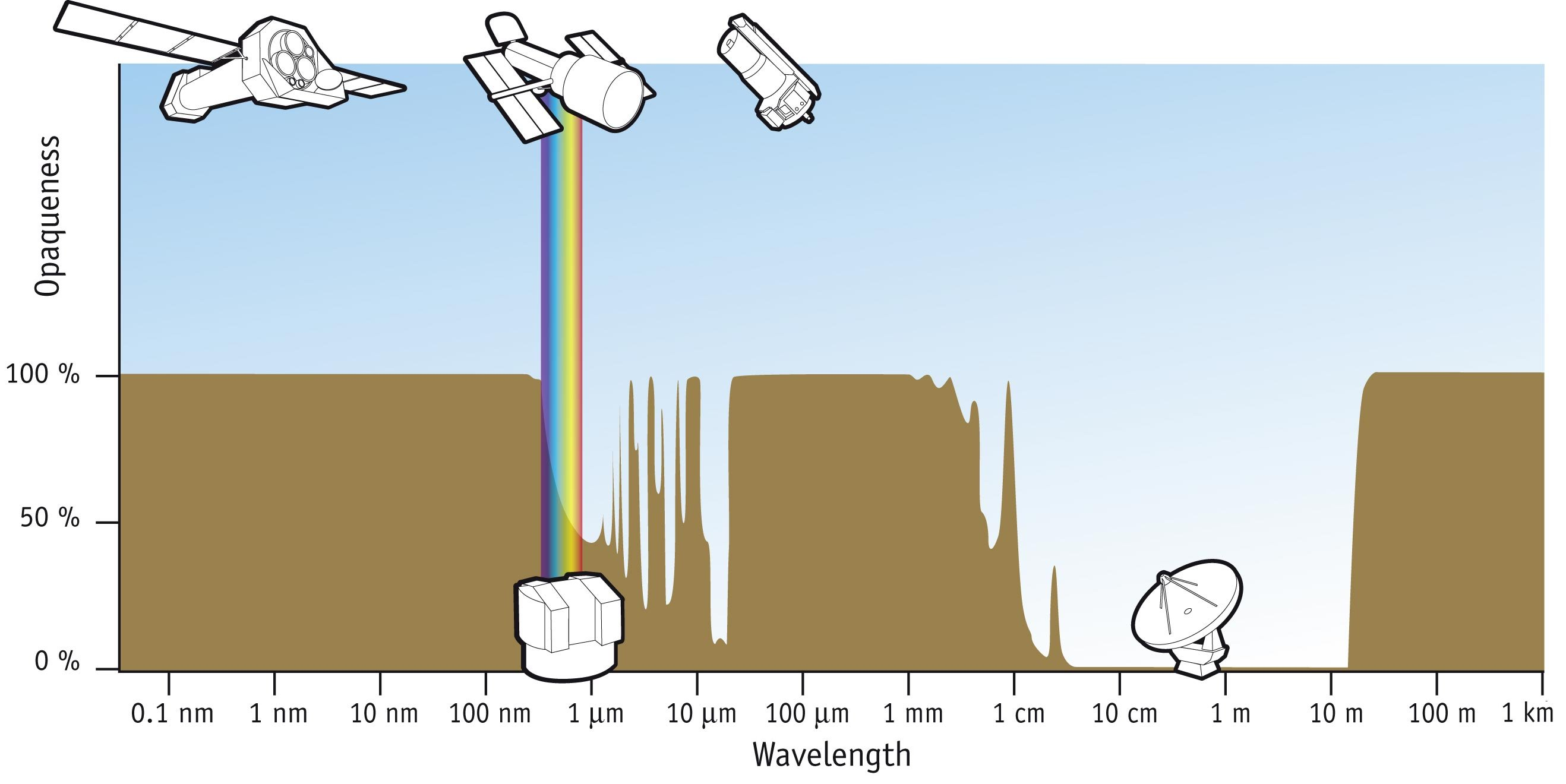
تبدأ الأشعة السينية عند طول الموجة 008و0 نانومتر وتمتد حتى طول موجة 8 نانومتر، وكل هذا الحيز معتم بسبب امتصاص الغلاف الجوي لها.

علم الفلك للأشعة السينية (بالإنجليزية: X-ray astronomy) هو فرع علم الفلك الذي يختص بدراسة الأشعة السينية القادمة إلينا من مصادر للأجرام السماوية تصدر تلك الأشعة إلى جانب الضوء المرئي. وبما أن الغلاف الجوي للأرض يمتص الأشعة السينية فلا بد من أرسال تلسكوبات الأشعة السينية إلى أعالي الغلاف الجوي للتمكن من تصوير تلك الأشعة القادمة من الأجرام السماوية التي تصدر هذا النوع من الإشعاع. وتستخدم في هذا المضمار البالونات والصواريخ والأقمار الصناعية لحمل تلسكوبات الأشعة السينية. هذا العلم يُكمل علم الفلك ويفتح أعيننا على مجالات للكون كانت غائبة تماما على أعين الإنسان في الماضي ولم تكن تُعرف لنا إلا بعد تمكننا من قياس أشعة إكس وتمكننا من أرسال تلك التلسكوبات الخاصة إلى الفضاء الخارجي.
يبين الشكل أعلاه (الجزء البني) درجة امتصاص الغلاف الجوي للأرض للاشعة عند أطوال موجة مختلفة للموجات الكهرومغناطيسية. عند موجات طولها أقل من 10 نانومتر (1 نانومتر = 1 على ألف مليون من المتر =000000001و0 من المتر) يمتصها الغلاف لالجوي بنسبة 100 % ولا يمكننا رؤيتها على الأرض. ونرى في الوسط منطقة غير معتمة وهي منطقة الضوء المرئي وممثلة بألوان الطيف في الرسم. تعمل التلسكوبات على الأرض على التصوير في ذلك الحيز المرئي للموجات الكهرومغناطيسية. كما توجد منطقة أخرى (إلى اليمين) شفافة للموجات الراديوية ويمكن تصوير الموجات الراديوية أيضا القادمة من بعض الأجرام السماوية من على سطح الأرض بواسطة الهوائيات الكبيرة. لتصوير الأشعة السينية القادمة من بعض الأجرام السماوية التي تصدر هذا النوع من الإشعاع لا بد من إرسال تلسكوبات مخصوصة إلى الفضاء الخارجي.

## مصادر أشعة إكس

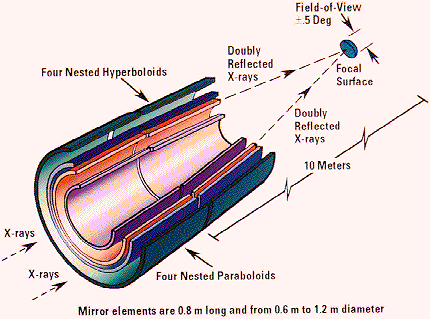
تلسكوب شاندرا الفضائي للأشعة السينية يقيس أشعة إكس القادمة منة النجوم ناسا، البعد البؤري للتلسكوب 10 متر.

## سديم السرطان

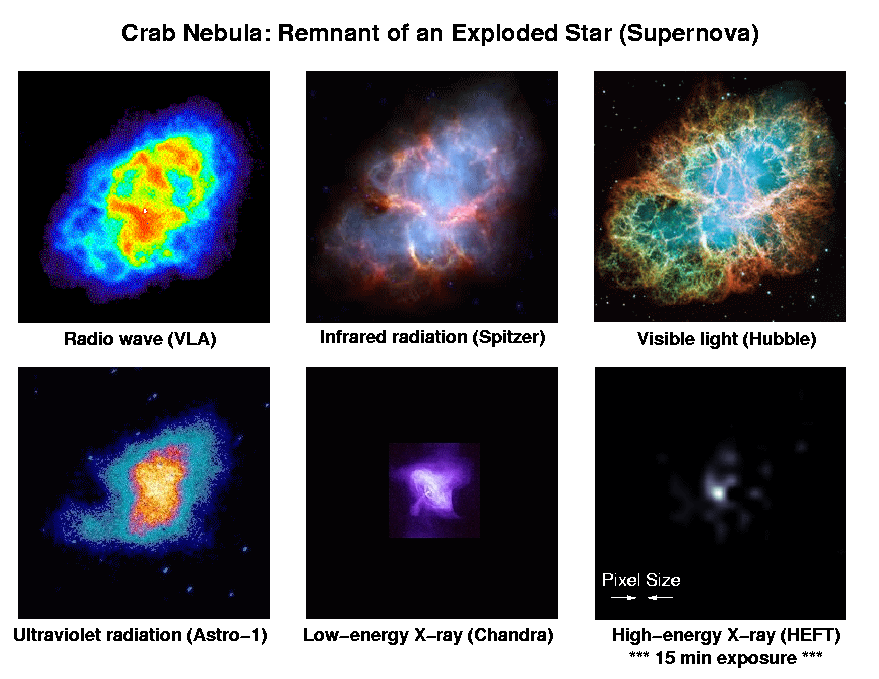
سديم السرطان : بقايا نجم منفجر (مستعر أعظم).الصور للضوء المرئي، وصور لأشعة أكس ذات أطوال موجة مختلفة تدل على شدة ارتفاع درجة حرارة المصدر، إلتقطتها تلسكوبات مختلفة، كل منها يرى حيز ضيق من لأطوال موجة أشعة إكس.